# Camponotus improprius
Camponotus improprius är en myrart som först beskrevs av Auguste-Henri Forel 1879.  Camponotus improprius ingår i släktet hästmyror, och familjen myror. Inga underarter finns listade.